# Едвард Ридз-Шмигли
Маршал Ѐдвард Ридз-Шмѝгли (на полски: Edward Rydz-Śmigły, среща се също и Шмигли-Ридз) е полски военен деец и политик от периода на Втората република, ръководител на отпора срещу Нацистка Германия през септември 1939 г.

## Кратка биография
След като завършва следване на философски науки в Краков (по това време в пределите на Австро-Унгария), през 1911 г. Ридз-Шмигли получава военно образование в школата за запасни офицери във Виена. Година по-късно той се включва в Стрелковия съюз (полска полувоенна организация, сформирана с одобрението на австро-унгарските власти в Краков и Лвов).
В началото на Първата световна война Ридз-Шмигли е мобилизиран в австро-унгарската армия, от август 1914 г. воюва в състава на Полските легиони на страната на Централните сили срещу Руската империя, която владее по-голямата част от Полша. Издига се от командир на батальон до командир на бригада. След отказа на полските войски да дадат клетва за вярност на Германия и Австро-Унгария (юли 1917 г.) Ридз-Шмигли става главнокомандващ на нелегалната Полска военна организация – основа на армията на бъдещата независима полска държава. През есента на 1918 г. става военен министър във временното полско правителство в Люблин, ръководено от Игнаци Дашински.
По време на полско-съветската война (1919 – 1921) Ридз-Шмигли командва полските войски, които през пролетта на 1920 г. завземат Западна Украйна и Киев, но по-късно са принудени да отстъпят. През август същата година командва дясното крило на полската армия в битката при Варшава, завършила с разгром на Червената армия и провал на идеята за налагане на болшевизма в Полша.
През 20-те години Ридз-Шмигли е инспектор на войските във Вилно и Варшава. Става една от водещите личности в авторитарния режим, установен през 1926 г. от Юзеф Пилсудски (Санацията). През 1935 г., след смъртта на Пилсудски, Ридз-Шмигли е издигнат в длъжност Генерален инспектор (фактически ръководител) на въоръжените сили, подчинен единствено на президента на републиката. От ноември 1936 г. е с чин маршал. В първите дни на Втората световна война е главнокомандващ на полската армия. За седмица германските войски сломяват полската съпротива и достигат подстъпите на столицата Варшава. Ридз-Шмигли бяга в Румъния, където е интерниран (18 септември). Две години по-късно (през октомври 1941 г.) се завръща тайно във Варшава. Опитите му да завърже контакти с нелегалната съпротива срещу нацистката окупация са неуспешни.
Маршал Ридз-Шмигли е погребан във Варшава под псевдонима Адам Завиша.